# Тёмный ангел (фильм)
«Тёмный ангел» (англ. Dark Angel) — американский телефильм 1996 года, снятый режиссёром Робертом Искове по сценарию Р. Уоллеса. В главной роли Эрик Робертс. В качестве одного из продюсеров выступил Фрэнсис Форд Коппола.

## Сюжет
Новый Орлеан. Детектив Уолтер Д’Арканджело (Эрик Робертc) берется за расследование дела о серийном убийце, который охотится на виновных в супружеской неверности женщин. Уолтер должен противостоять своему прошлому, чтобы оказаться невинным прежде, чем будет убита очередная жертва.

## В ролях
- Эрик Робертс — Уолтер Д’Арканджело
- Эшли Кроу — Анна
- Линден Эшби — Гарри Фоли
- Джина Торрес — ЛаМейн
- Пол Кальдерон — Вэнс Пикетт